# Дронов, Николай Сергеевич
Николай Сергеевич Дронов (1897—1979) — советский военный деятель; генерал-лейтенант (1945).

## Биография
Родился 14 декабря 1897 года в городе Алексин Тульской губернии в семье пароходного контролера.
В 1906—1915 годах учился в церковно-приходской школе и высшем начальном училище. В сентябре 1915 года поступил на военную службу вольноопределяющимся в 76-й запасной пехотный полк, дислоцировавшийся в Туле.
Участник Первой мировой войны; после нескольких месяцев участия в боях на Западном фронте в Галиции был направлен на учебу в Житомирскую школу прапорщиков. По окончании школы в ноябре 1916 года вернулся на фронт, служил младшим офицером и командиром роты в 29-м Туркестанском стрелковом полку на Юго-Западном фронте до февраля 1918 года. Вернувшись в Алексин, поступил добровольцем в Красную армию. Принимал участие в Гражданской войне до июля 1921 года. Воевал на Южном фронте в качестве командира взвода, роты, батальона и начальника полковой школы. Участвовал в боях против Белых войск Деникина и Врангеля, при разгроме десантов Назарова на Дону и генерала Улагая на Кубани. За бой при взятии города Орла был награжден часами, за бой под станцией Волноваха — именным оружием (маузером) с надписью «Стойкому Защитнику Пролетарской Революции от Реввоенсовета».
С июля 1921 года по сентябрь 1924 года продолжал службу командиром батальона и помощником командира полка по строевой части. В 1924—1925 годах обучался на курсах «Выстрел», по окончании которых служил до ноября 1930 года помощником командира 111-го стрелкового полка по строевой части 37-й стрелковой дивизии в городе Жиздра. В 1930—1937 годах Дронов был командиром батальона Московской пехотной школы, командиром-руководителем тактики Московских политических курсов, командиром полка 156-й стрелковой дивизии, преподавателем тактики на курсах «Выстрел». Заочно окончив в 1936 году Военную академию им. М. Ф. Фрунзе, в 1937—1938 годах служил помощником командира и командиром 81-й стрелковой дивизии в Бердичеве. В 1938—1940 годах был начальником штабов Одесской армейской группы и 12-й армии. С августа 1940 года служил в Генеральном штабе РККА начальником 3-го отдела Управления боевой подготовки и помощником начальника Разведуправления и начальником Информационного отдела (по октябрь 1941 года). Комбриг (1938), генерал-майор (1940).
С октября 1941 года Н. С. Дронов находился на фронтах Великой Отечественной войны — был начальником штаба 10-й армии, затем командиром 19-й стрелковой дивизии 5-й армии на Западном фронте (декабрь 1941 — ноябрь 1942), начальником штаба 29-й армии на Калининском фронте (ноябрь 1942 — февраль 1943) и начальником штаба 22-й армии в составе Северо-Западного, Прибалтийского и 2-го Прибалтийского фронтов (до сентября 1945 года).
По окончании войны, до конца 1946 года, Дронов был главным военным советником в Югославии. Затем до мая 1949 года служил на Сахалине в должности заместителя начальника штаба Дальневосточного военного округа. После окончания Высших академических курсов при Высшей военной академии имени К. Е. Ворошилова, с августа 1950 по декабрь 1953 года служил в ГСВГ начальником штаба 8-й гвардейской армии. С февраля 1954 по июль 1958 года был помощником командующего войсками Уральского военного округа по ВУЗам и одновременно — начальником Свердловского гарнизона.
В июле 1958 года по болезни был уволен из Советской армии.
Умер 6 июля 1979 года в Свердловске, похоронен на Широкореченском кладбище.

## Воинские звания
- Полковник (22 декабря 1935 года)
- Комбриг (17 февраля 1938 года)
- Генерал-майор (4 июня 1940 года)
- Генерал-лейтенант (1 июля 1945 года)

## Награды
- орден Ленина (21.02.1945)
- три ордена Красного Знамени (22.02.1938, 03.11.1944, 06.11.1949)
- орден Кутузова 2-й степени (30.07.1944)
- орден Богдана Хмельницкого 2-й степени (29.06.1945)
- орден Красной Звезды (1967)
- медали
- именное оружие (маузер) от Реввоенсовета Республики